# Dekanat Mońki

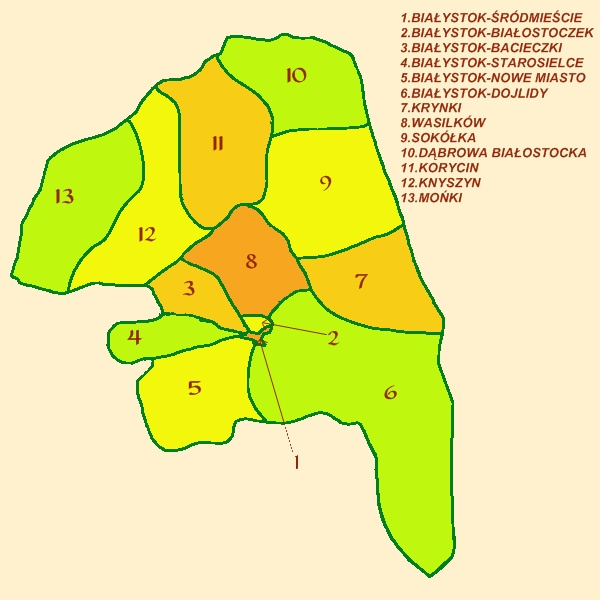
Dekanaty Archidiecezji białostockiej

Dekanat Mońki – jeden z 13 dekanatów w rzymskokatolickiej archidiecezji białostockiej.

## Parafie
W skład dekanatu wchodzi 8 parafii:
- parafia Matki Boskiej Anielskiej w Downarach
- parafia Nawiedzenia Najświętszej Maryi Panny w Giełczynie
- parafia św. Agnieszki w Goniądzu
- parafia św. Klary w Kuleszach
- parafia Najświętszego Serca Pana Jezusa w Laskowcu
- parafia MB Częstochowskiej i św. Kazimierza w Mońkach
- parafia św. Brata Alberta Chmielowskiego w Mońkach
- parafia św. Apostołów Piotra i Pawła w Trzciannem

## Władze dekanatu

### Dotychczasowi dziekani
- ks. kan. Tadeusz Horosz (2000–2014)
- ks. prał. Henryk Miron (2014–2015)
- ks. kan. Andrzej Ziółkowski (2015–2017)

### Aktualne władze dekanatu
- Dziekan: ks. kan. Wojciech Wojtach (od 2017)
- Wicedziekan: ks. kan. Jan Tulkis[1]
- Ojciec duchowny: ks. kan. Tadeusz Malinowski

## Sąsiednie dekanaty
Grajewo (diec. łomżyńska), Jedwabne (diec. łomżyńska), Knyszyn, Kobylin (diec. łomżyńska), Piątnica (diec. łomżyńska), Rajgród (diec. ełcka), Szczuczyn (diec. łomżyńska)